# USS John F. Kennedy (CV-67)

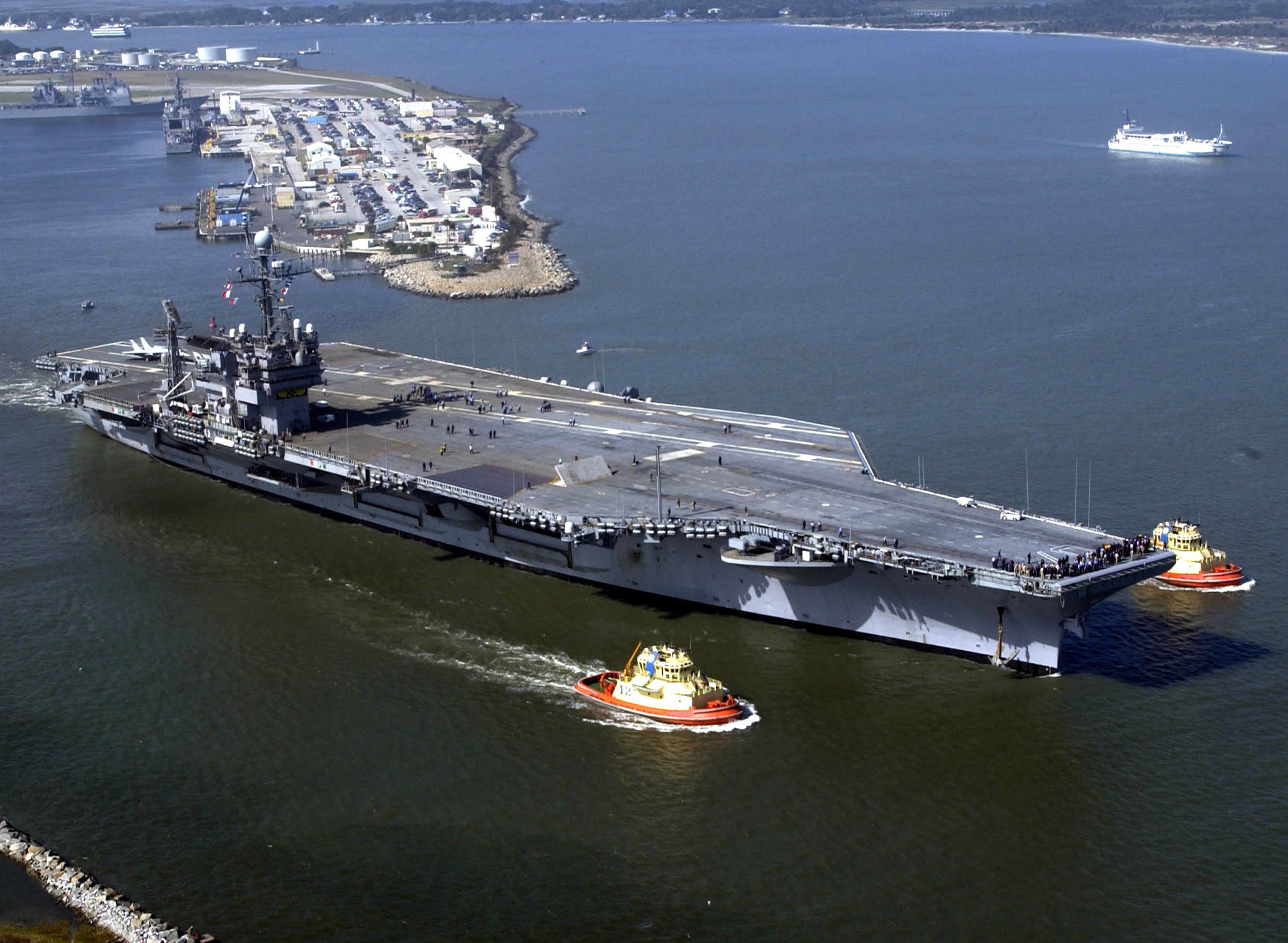
USS John F. Kennedy avgår från Mayport, Florida, 11 november 2003, eskorterad av bogserbåtar.

USS John F. Kennedy (CV-67) (tidigare CVA-67) är ett hangarfartyg av John F. Kennedy-klass (ursprungligen Kitty Hawk-klass) i amerikanska flottan. Fartyget sjösattes den 27 maj 1967 och är döpt efter USA:s 35:e president John F. Kennedy och bär smeknamnet "Big John". Kennedy hade ursprungligen beteckningen CVA (attackhangarfartyg). Hennes beteckning ändrades dock till CV för att understryka att fartyget hade förmågan att utföra ubåtsjakt, vilket gjorde henne till ett universellt hangarfartyg.
Efter nästan 40 års tjänst i amerikanska flottan togs Kennedy officiellt ur tjänst den 1 augusti 2007. Hon ligger förtöjd vid NAVSEA Inactive Ships underhållsanläggning i Philadelphia, Pennsylvania. Hon är tillgänglig för donation som museum och minnesmärke till en kvalificerad organisation. Namnet har antagits av det framtida hangarfartyget USS John F. Kennedy (CVN-79) av Gerald R. Ford-klassen.